# Candiria
I Candiria sono un gruppo di Brooklyn, New York. Il loro genere spazia in vari generi, compresi l'hardcore, il jazz, l'heavy metal e l'hip hop. I Candiria hanno spesso catalogato il loro stile come "urban fusion".

## Discografia
- 1995 - Surrealistic Madness (Too Damn Hype)
- 1997 - Beyond Reasonable Doubt (Too Damn Hype)
- 1999 - Process of Self-Development (MIA)
- 2001 - 300 Percent Density (Century Media)
- 2002 - The C.O.M.A. Imprint (Raccolta) (Lakeshore)
- 2004 - What Doesn't Kill You... (Type A)

## Formazione

### Formazione attuale
- Carley Coma - voce
- John Lamacchia - chitarra (dal 1997)
- Eric Matthews - chitarra
- Kenneth Schalk - batteria

### Ex componenti
- Chris Puma - chitarra (fino al 1997)